# Ctenoplusia nubila
Ctenoplusia nubila är en fjärilsart som beskrevs av Moore 1887. Ctenoplusia nubila ingår i släktet Ctenoplusia och familjen nattflyn. Inga underarter finns listade i Catalogue of Life.